# 神前站 (和歌山縣)

神前站（日语：／ Kōzaki eki */?）是位於和歌山縣和歌山市神前，屬於和歌山電鐵的貴志川線車站。車站編號為「04」。本站位於和歌山市的郊外。

## 歷史
- 1916年（大正5年）2月15日 - 山東輕便鐵道大橋站至山東站（現時：伊太祈曾站）之間開通，此站啟用。
- 1929年（昭和4年）11月 - 公司改名為山東鐵道。
- 1931年（昭和6年）4月28日 - 公司改名為和歌山鐵道。
- 1957年（昭和32年）11月1日 - 公司合併至和歌山電氣軌道，成為和歌山電氣軌道鐵道線車站。
- 1961年（昭和36年）11月1日 - 與南海電氣鐵道合併，成為南海電氣鐵道貴志川線車站。
- 2006年（平成18年）4月1日 - 和歌山電鐵繼承貴志川線，成為和歌山電鐵貴志川線車站。

## 車站構造
本站是地面車站，設有1面1線的單式月台。此站沒有設置站房，只設有負加上蓋的月台。月台與出入口之間透過樓梯連接。此站現時是無人車站，沒有設置自動售票機或自動閘機，也無法使用Surutto KANSAI對應的車票。

## 利用狀況
在2019年（令和元年）度，此站1日平均上下車人次為575人。
以下為各年度1日平均上下車人次列表。
| 年度   | 1日平均 上下車人次 |
| ------ | ------------------ |
| 1980年 | 1,040              |
| 1985年 | 896                |
| 1990年 | 929                |
| 1995年 | 948                |
| 2000年 | 1,069              |
| 2001年 | 1,032              |
| 2002年 | 776                |
| 2003年 | 760                |
| 2004年 | 741                |
| 2005年 | 729                |
| 2006年 | 742                |
| 2007年 | 742                |
| 2008年 | 740                |
| 2009年 | 727                |
| 2010年 | 725                |
| 2011年 | 721                |
| 2012年 | 715                |
| 2013年 | 756                |
| 2014年 | 755                |
| 2015年 | 672                |
| 2016年 | 638                |
| 2017年 | 628                |
| 2018年 | 604                |
| 2019年 | 575                |

## 車站周邊
車站位於和歌山市郊田園地帶。車站附近為住宅區，於車站東北方設有和歌山市營的岡崎團地。
- 福飯峰
- 和歌山市營岡崎團地
- 和歌山井邊郵局
- 宮前站 - 西日本旅客鐵道（JR西日本）紀勢本線（紀國線） - 西邊2公里
- 和歌山市民球場（日语：和歌山市民球場）（步行10分鐘）
- 島精機製作所（日语：島精機製作所）（步行10分鐘）

## 巴士路線
車站東邊約100米的和歌山縣道136號秋月海南線上設有神前巴士站。而下述巴士路線於平成24年9月30日取消。
和歌山巴士
- 95系統（龜川線）：JR和歌山站 - 向陽高校前 - 津秦 - 神前 - 竈山 - 冬野口 - 龜川 - 岡田 - 海南站前 - 海南藤白濱

## 相鄰車站
和歌山電鐵
貴志川線
田中口（03）－神前（04）－竈山（05）

## 注腳
1. ↑  令和元年度和歌山県公共交通機関等資料集PDF（日語）

## 外部連結
- 神前站（不同站的時間表）PDF（日語） - 和歌山電鐵
- 國土地理院地圖參閱服務 （页面存档备份，存于）（日語） - 神前站周邊的1/25000地形圖 （页面存档备份，存于）（日語）